# Meltdown (album)
Meltdown – koncertowy trzeci album amerykańskiego awangardowego tria rockowego Massacre.
Album został nagrany 17 czerwca 2001 roku podczas Robert Wyatt’s Meltdown Festival w Queen Elizabeth Hall w Londynie.

## Muzycy
- Fred Frith – gitara
- Bill Laswell – gitara basowa
- Charles Hayward – perkusja, głos, melodica

## Utwory
| 1. | a Up for It                     |       |
|    |                                 |       |
| 1. | b Song for Che                  |       |
|    |                                 |       |
| 1. | c Closing Circles and Loose End | 20:37 |
|    |                                 |       |
| 2. | Hover                           | 3:48  |
|    |                                 |       |
| 3. | For Food and Scatter            | 10:25 |
|    |                                 |       |
| 4. | Figure Out                      | 25:23 |
|    |                                 |       |
| 5. | The Empire Strikes Back         | 2:06  |
|    |                                 |       |
| 6. | Over                            | 5:14  |
|    |                                 |       |
- Pierwsze trzy utwory połączone są w całość

## Opis płyty
- Kontrola dźwięku na koncercie i nagranie go na DAT – Oz Fritz
- Wszystkie utwory kompozycji Firth/Laswell/Hayward oprócz "Song for Che" autorstwa Charliego Hadena
- Projekt okładki – Hips Road
- ©Tzadik
- Data wydania: 20 listopada 2001
- Utwory zarejestrowane w Anthill Music, GEMA